# The Trail of the Snake Band
The Trail of the Snake Band è un cortometraggio muto del 1913 diretto da Lloyd Ingraham.

## Produzione
Il film fu prodotto dalla Essanay Film Manufacturing Company.

## Distribuzione
Distribuito dalla General Film Company, il film - un cortometraggio di una bobina - uscì nelle sale cinematografiche USA il 18 dicembre 1913.